# سيمون إل. أدلر
سيمون إل. أدلر (بالإنجليزية: Simon Louis Adler)‏ هو محامي وقاضي وسياسي أمريكي، ولد في 30 أغسطس 1867 في الولايات المتحدة، وتوفي في 23 مايو 1934 في روتشستر في الولايات المتحدة. حزبياً، نشط في الحزب الجمهوري. وقد انتخب عضو جمعية ولاية نيويورك.